# Зубач
Зубач — река в России, протекает по территории Мезенского и Лешуконского районов Архангельской области. Устье реки находится в 23 км по левому берегу реки Цемы. Длина реки — 117 км, площадь водосборного бассейна — 404 км².

## Данные водного реестра
По данным государственного водного реестра России относится к Двинско-Печорскому бассейновому округу, водохозяйственный участок реки — Мезень от водомерного поста деревни Малонисогорская и до устья. Речной бассейн реки — Мезень.
Код объекта в государственном водном реестре — 03030000212103000049705.